# Harold Hanson
Harold Joseph Hanson QC, född 9 augusti 1904, död 17 februari 1973, var en sydafrikansk jurist och människorättsadvokat. Deltog i Nelson Mandelas juridiska försvar vid Rivoniarättegången. 